# Through the Breakers
Through the Breakers è un cortometraggio del 1909 diretto da David W. Griffith su una sceneggiatura di Stanner E.V. Taylor. Prodotto e distribuito dalla Biograph Company, il film uscì nelle sale cinematografiche USA il 6 dicembre 1909.

## Trama
Il signor e la signora Nostrand sono una famiglia felice, benedetta dalla nascita di una bambina che regala alla coppia il sogno di un avvenire ancora più luminoso. Ma, dopo otto anni, quella felicità si è appannata. Il marito è preso dai suoi affari, la moglie dagli impegni di una vita sociale dai dettami sempre più esigenti: la figlioletta, trascurata e affidata alle cure di una governante, intristisce e si ammala. Il padre comincia a rendersi conto delle condizioni della figlia e cerca di allertare la moglie, che, però, non percepisce la pericolosità di quella situazione. Non credendo alla gravità della malattia della figlia, con aria di sfida si reca a una delle sue serate mondane. Ma la piccola peggiora e il medico non dà più speranze. Si cerca in tutti i modi di avvisare la madre che però arriva quando ormai è tardi. Distrutta dal dolore, abbandonata dal marito, la donna si rende conto di come la sua vita sia falsa e vuota. Pentita, non sa come espiare la sua colpa. Piange davanti alla tomba della sua bambina, pregando. Le si avvicina il marito che, addolcito, si riconcilia con lei: entrambi i genitori, devastati, si pentono del comportamento passato, incolpando sé stessi per il proprio dolore.

## Produzione
Il film fu prodotto dalla Biograph Company. Venne girato a Edgewater, nel New Jersey.

## Distribuzione
Distribuito dalla Biograph Company, il film - un cortometraggio di una bobina - uscì nelle sale cinematografiche statunitensi il 6 dicembre 1909.